# ۱-نفتیل‌ایزوتیوسیانات
۱-نفتیل‌ایزوتیوسیانات (به انگلیسی: 1-Naphthylisothiocyanate) با فرمول شیمیایی C
۱۱NH
۷S یک ترکیب شیمیایی با شناسه پاب‌کم ۱۱۰۸۰ است. که جرم مولی آن ۱۸۵٫۲۴۵ g/mol می‌باشد. 